# Casa di Santa Caterina

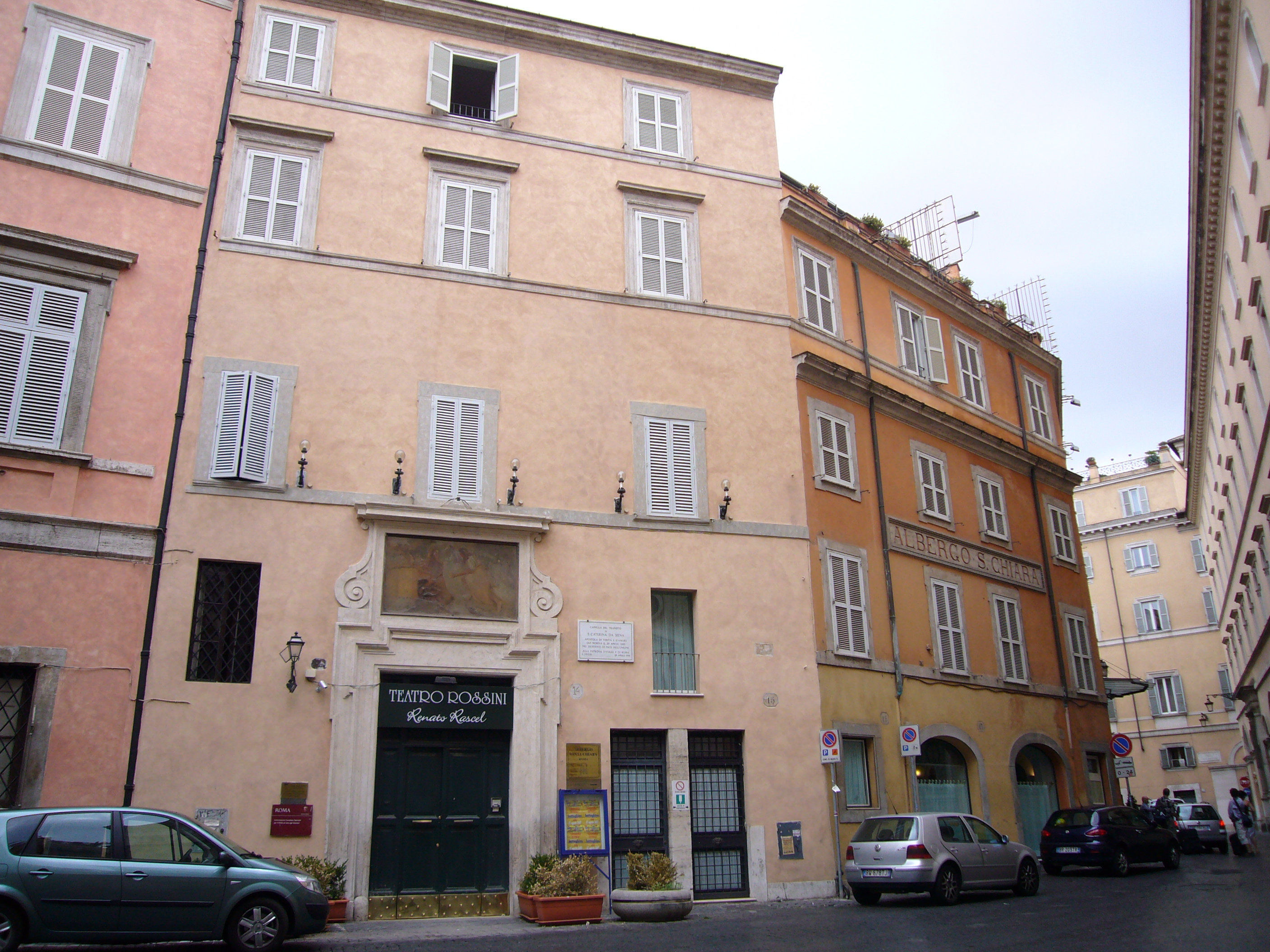
Vista da Casa e do vizinho Albergo di Santa Chiara na Piazza di Santa Chiara.

Casa di Santa Caterina, conhecida oficialmente como Casa dell'Arciconfraternità dell'Annunziata, é uma residência localizada na Piazza Santa Chiara, no rione Pigna de Roma.

## História e decoração
De frente para a igreja de Santa Chiara, no número 14, está a chamada Casa di Santa Caterina, assim chamada por que ali Santa Catarina de Siena viveu os últimos anos de sua vida e morreu em 1380, um evento lembrado numa placa colocada na entrada, num quarto que ainda existe no térreo e conhecido como capela do Transito di Santa Caterina da Siena e que conserva intacto um teto original do século XIV. Já as paredes e o piso originais foram transportados e reconstruídos como relíquias no Convento della Minerva, que conserva também, em uma caixa de cristal sob o altar-mor, o corpo da santa. Na Casa di Santa Caterina viveram, por cerca de dois séculos, as irmãs terceiras dominicanas, que, em 1537, a venderam a Giulio Cavalcanti e se mudaram para o Monastero di Santa Caterina. Em 1578, a casa abrigou o Collegio dei Neofiti e dei Catecumeni, vindos de San Giovanni in Mercatello, e que iniciou a construção do palacete adjacente, jamais terminado, na esquina com a Via della Rotonda — o colégio se mudou para o Palazzo dei Neofiti, na Via della Madonna dei Monti, em 1637. Durante o pontificado do papa Urbano VIII, a casa e o palacete foram emprestados para a Arquiconfraria da Santíssima Anunciação (Arciconfraternita della Ss.Annunziata), fundada em 1460 pelo cardeal Juan de Torquemada para ajudar moças solteiras pobres com um dote mínimo: foi nesta ocasião que o edifício foi completamente reconstruído. 
O belíssimo portal é característico pelo seu afresco da Anunciação com volutas dos lados. Em 1870, depois da unificação italiana, a Arquiconfraria foi suprimida e o edifício passou para a Congregação da Caridade (Congregazione della Carità) e o edifício abrigou também o Teatro Rossini, obra do arquiteto Virginio Vespignani inaugurada em 1873 com um recital da célebre Adelaide Ristori. Contudo, em 1898, a Congregação, proprietária do edifício, reassumiu o edifício e o utilizou para abrigar seu próprio arquivo e, em parte, a sede do Albergo di Santa Chiara.
Atualmente o edifício é utilizado para festas e conferências privadas.